# Лагодинский, Сергей
Сергей Лагодинский (нем. Sergey Lagodinsky, род. 1 декабря 1975, Астрахань) — немецкий юрист, публицист и политик российского происхождения. На выборах 2019 года был избран членом Европейского парламента в составе фракции «Союз 90 / Зелёные».

## Биография
Лагодинский родился в 1975 году в еврейской семье в Астрахани, а в конце 1993 года переехал с семьёй в  Германию (Кассель),  по программе контингентных беженцев. Лагодинский изучал право в Гёттингенском университете и государственное управление в Гарвардском университете. Получил докторскую степень в области права в Университете Гумбольдта в Берлине и был научным сотрудником Института глобальной государственной политики (англ. Global Public Policy Institute) и Фонда новой ответственности (нем. Stiftung Neue Verantwortung). В 2010 году проходил обучение в Йельском университете по программе «Yale World Fellows», на одном курсе с российским оппозиционным лидером Алексеем Навальным.
Он пишет в Deutschlandradio Kultur, Deutschlandfunk и Deutsche Welle. Он писал комментарии в BBC World Service и RTVi, Radio Liberty и N24 и публиковал отдельные статьи в Der Tagesspiegel, Süddeutsche Zeitung, Die Welt, Financial Times Deutschland и Handelsblatt. С сентября 2003 года по февраль 2006 года Лагодинский являлся директором берлинского офиса Американского еврейского комитета. С 2008 года Лагодинский входил в президиум представительного собрания еврейской общины Берлина. С 2016 года является членом её Ассамблеи представителей.

### Политическая деятельность
С 2001 года Лагодинский являлся членом Социал-демократической партии Германии. Он основал Рабочую группу еврейских социал-демократов и участвовал в Федеральной рабочей группе по интеграции и миграции при Федеральном исполнительном совете СДПГ. В 2011 году после введения процедуры партийного планирования против Тило Саррацина прекратил свое членство в партии и опубликовал открытое письмо Генеральному секретарю Андрее Налес, в котором он объяснил свою отставку робостью и нерешительностью партии.
Вскоре он присоединился к партии «Зелёных». С апреля 2012 года Лагодинский возглавляет секцию Европейского Союза / Северной Америки Фонда Генриха Бёлля.
В ноябре 2018 года Лагодинский был включён в избирательный список фракции «Союз 90 / Зелёные» для выборов в Европейский парламент на 12 месте. На выборах 2019 года партия набрала 20,5 % голосов и 21 место из 96, в результате чего Лагодинский стал депутатом Европейского парламента. Он вошёл во фракцию «Зелёные — Европейский свободный альянс» и стал заместителем председателя Юридического комитета Европейского парламента. Он также является заместителем члена Комитета по иностранным делам и заместителем члена Комитета по гражданским свободам, юстиции и внутренним делам.
14 сентября 2020 года взял шефство над Максимом Знаком, белорусским адвокатом и политическим заключённым.

## Политические взгляды
В 2007 году Лагодинский поддержал строительство Центральной мечети Кёльна и других мечетей в Германии и возражал по этому поводу Ральфу Джордано. В 2008 году он раскритиковал отставку главы Центра тюркских исследований Фарука Шена и высказался против осуждения сравнений дискриминации турок и евреев.

## Награды
В 1998 году Лагодинский получил премию Теодора Фонтане от Немецкого национального академического фонда «за приверженность германо-еврейскому примирению».